# Bay of Plenty
Bay of Plenty is een regio van Nieuw-Zeeland, gelegen op het Noordereiland. De twee grootste steden zijn Rotorua en Tauranga. Om de kerk in het midden te houden, werd gekozen voor een derde stad als hoofdplaats van het bestuur, namelijk Whakatane.
De naam Bay of Plenty (Baai van de overvloed) komt van James Cook, de ontdekker van Nieuw-Zeeland. Die zou op de plaats talrijke voorraden hebben aangetroffen van Maori's, dat in schril contrast zou staan met de eerdere ontdekking van de Poverty Bay, iets zuidelijker, eveneens aan de oostkust van het eiland.
In de baai waaromheen de gemeente is opgezet bevinden zich de eilanden White (Whakaari), Major (Tuhua), Motiti, Moutoki en Whale (Moutohora).
De grootste plaatsen in de regio zijn
- Tauranga (111.500)
- Rotorua (54.900)
- Whakatane (18.850)
- Kawerau (7.100)
- Te Puke (7.050)
- Opotiki (4.000)
- Katikati (2.950)

Het binnenland van de Bay of Plenty regio wordt voor een belangrijk deel in beslag genomen door Te Urewera, een uitgestrekt dichtbebost gebied waardoorheen bijna geen wegen lopen, en dat grotendeels onbewoond is. Van 1954 tot 2014 was dit gebied een nationaal park. Sinds 2014 heeft Te Urewera een unieke juridische status. Het is een gebied met rechtspersoonlijkheid, dat bestuurd wordt door een raad, waarin de oorspronkelijke bewoners van het gebied, de Tuhoe, een belangrijke stem hebben. 